# Flooded the Face
«Flooded the Face» — песня американского рэпера Lil Uzi Vert, выпущенная 30 июня 2023 года в качестве открывающего трека с третьего студийного альбома Pink Tape. Она была спродюсирована Don Cannon и Harold Harper.

## Содержание
Изначально песня планировалась для дебютного альбома исполнителя Luv Is Rage 2, но была отложена. На треке с «космически звучащим битом», а также с «парящим хуком, подчеркивающим гласные», Lil Uzi Vert хвастается своим успехом и богатством. Текст «Flooded the Face» в первую очередь сосредоточен на «материалистическом имуществе». Рэпер также напрямую опровергает слухи о своей сексуальной ориентации, хвастаясь количеством женщин в его жизни. Несмотря на общую хвастливость текста, Lil Uzi Vert также поёт про свою любовь к JT.

## Оценки
Ахмад Дэвис из Rap-Up назвал трек «поэтическим вступлением». Точно так же Робин Мюррей из журнала Clash счёл «Flooded the Face» (наряду с «Suicide Doors») «решительным открытием», подчеркнув «весёлую сюрреалистическую игру слов» исполнителя. Пол Аттард из Slant Magazine описал исполнение рэпера на песне как «классическое для Uzi».

## Чарты
| Чарт (2023)                           | Высшая позиция |
| ------------------------------------- | -------------- |
| Австралия (ARIA)                      | 98             |
| Канада (Billboard Canadian Hot 100)   | 26             |
| Мир (Billboard Global 200)            | 21             |
| Ирландия (IRMA)                       | 61             |
| Новая Зеландия (Recorded Music NZ)    | 35             |
| Польша (Polish Streaming Top 100)     | 96             |
| Словакия (Singles Digitál Top 100)    | 61             |
| Швейцария (Schweizer Hitparade)       | 98             |
| Великобритания (UK Singles Chart)     | 63             |
| США (Billboard Hot 100)               | 11             |
| США (Billboard Hot R&B/Hip-Hop Songs) | 4              |